# Arcieparchia di Bassora

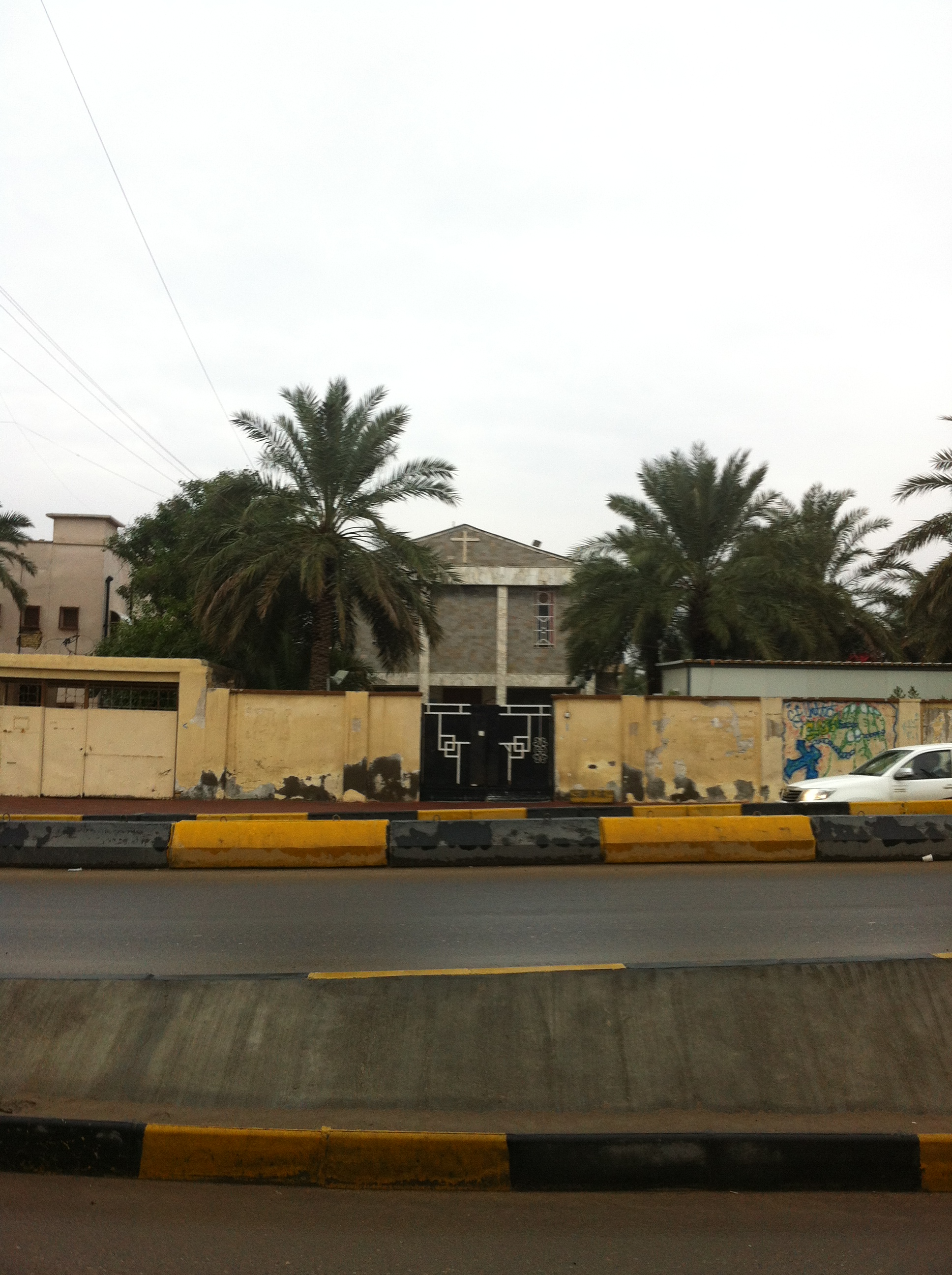
Una chiesa cattolica-caldea di Bassora (2014).

L'arcieparchia di Bassora (in latino Archieparchia Basrensis Chaldaeorum) è una sede della Chiesa cattolica caldea in Iraq. Nel 2023 contava 1.000 battezzati. È retta dall'arcieparca Habib Hermez Jajou Al-Nawfali.

## Territorio
L'arcieparchia comprende quattro governatorati nel sud dell'Iraq: Bassora, al-ʿAmāra, Kut e Muntafiq.
Sede arcieparchiale è la città di Bassora, dove si trova la cattedrale dedicata alla Vergine Maria.
Il territorio è suddiviso in 2 parrocchie.

## Storia
L'arcieparchia di Perat-Maishan (nome persiano di Bàssora) ha origine antichissime. Nel concilio di Seleucia-Ctesifonte del 410 divenne sede metropolitana della provincia del Maishan, comprensiva del basso corso dei fiumi Tigri ed Eufrate. Inizialmente aveva due diocesi suffraganee, Karka d'Maishan e Nahr al-Mara (Rima), cui si aggiunse nel IX secolo Nahargur. Di queste sedi e dei loro vescovi non si hanno più notizie dopo il XIII secolo.
Quattro sono i vescovi noti di questa sede che furono in comunione con l'oecumene cristiana, fino al sinodo di Beth Lapat del 484, che è all'origine della Chiesa d'Oriente, comunemente chiamata nestoriana. Il primo è Davide che, secondo la Cronaca di Seert, lasciò la sua sede nel 285 circa e andò ad evangelizzare l'India. Il secondo è Yohannan, menzionato nel 315. Milis e Zabda erano presenti al sinodo del 410, ed inoltre Zabda fu confermato come arcivescovo metropolitano in un altro sinodo del 424.
Verso la fine dell'Ottocento gli Annuari Pontifici documentano l'esistenza di una sede titolare di Bassora dei Caldei, assegnata al vescovo Giovanni Michele Naamo, già eparca di Seert.
L'arcieparchia cattolica è stata eretta il 17 gennaio 1954 con la bolla Christi Ecclesia di papa Pio XII, ricavandone il territorio dall'arcieparchia di Baghdad.
A seguito della prima e seconda guerra del Golfo, la presenza cristiana ed in particolare quella caldea cattolica nella città si è ridotta di molto.
Nel 2015 è stato inaugurato nei locali dell'arcieparchia il museo diocesano, il primo museo cristiano nel sud dell'Iraq. Nel 2019 è stata riaperta al culto, dopo decenni di abbandono, la cattedrale della Vergine Maria.

## Cronotassi dei vescovi
Si omettono i periodi di sede vacante non superiori ai 2 anni o non storicamente accertati.
- Joseph Gogué † (8 febbraio 1954 - 15 gennaio 1971 deceduto)
- Gabriel Ganni † (15 gennaio 1971 succeduto - 10 novembre 1981 deceduto)
- Stéphane Katchou † (10 novembre 1981 succeduto - 29 novembre 1983 nominato arcieparca, titolo personale, di Zākhō)
- Yousif Thomas † (29 novembre 1983 - 22 dicembre 1999 deceduto)
- Djibrail Kassab (24 ottobre 1995 - 21 ottobre 2006 nominato arcieparca, titolo personale, di San Tommaso Apostolo di Sydney dei Caldei)
  - Sede vacante (2006-2014)[6]
- Habib Hermez Jajou Al-Nawfali, dall'11 gennaio 2014

## Statistiche
L'arcieparchia nel 2023 contava 1.000 battezzati.
| anno | popolazione | popolazione | popolazione | presbiteri | presbiteri | presbiteri | presbiteri                | diaconi | religiosi | religiosi | parrocchie |
| anno | battezzati  | totale      | %           | numero     | secolari   | regolari   | battezzati per presbitero | diaconi | uomini    | donne     | parrocchie |
| ---- | ----------- | ----------- | ----------- | ---------- | ---------- | ---------- | ------------------------- | ------- | --------- | --------- | ---------- |
| 1959 | 82.000      | 1.338.225   | 6,1         | 4          | 3          | 1          | 20.500                    |         |           | 4         | 7          |
| 1969 | 9.285       | 2.124.931   | 0,4         | 15         | 13         | 2          | 619                       |         | 2         | 15        | 6          |
| 1980 | 6.700       | ?           | ?           | 2          | 2          |            | 3.350                     |         |           | 8         | 10         |
| 1990 | 4.500       | ?           | ?           | 2          | 1          | 1          | 2.250                     |         | 1         | 2         | 6          |
| 1999 | 2.600       | ?           | ?           | 1          | 1          |            | 2.600                     | 2       |           | 3         | 3          |
| 2001 | 2.500       | ?           | ?           | 1          | 1          |            | 2.500                     | 2       |           | 3         | 3          |
| 2002 | 2.500       | ?           | ?           | 1          | 1          |            | 2.500                     | 2       |           | 3         | 3          |
| 2003 | 2.500       | ?           | ?           | 2          | 2          |            | 1.250                     | 2       |           | 3         | 3          |
| 2004 | 2.500       | ?           | ?           | 1          | 1          |            | 2.500                     | 2       |           | 2         | 3          |
| 2006 | 2.600       | ?           | ?           | 1          | 1          |            | 2.600                     | 8       |           | 3         | 3          |
| 2007 | 1.000       | ?           | ?           | 1          | 1          |            | 1.000                     | 9       |           | 7         | 4          |
| 2012 | 850         | ?           | ?           | 1          | 1          |            | 850                       | 1       |           | 7         | 1          |
| 2015 | 800         | ?           | ?           | 1          | 1          |            | 800                       |         |           |           | 2          |
| 2018 | 1.000       | ?           | ?           | 2          | 2          |            | 500                       |         |           | 4         | 2          |
| 2020 | 900         | ?           | ?           | 1          | 1          |            | 900                       |         |           |           | 2          |
| 2022 | 900         | ?           | ?           | 1          | 1          |            | 900                       |         |           |           | 2          |
| 2022 | 1.000       | ?           | ?           | 2          | 2          |            | 500                       |         |           | 1         | 2          |